# Kaemwaset (djati de Ramsès IX)
Khaemwaset (Ḫˁj m W3st, "el que apareix a Tebes") va ser un alt oficial egipci durant la dinastia XX. Va ser djati del sud, governador de Tebes, i possiblement també Summe sacerdot de Ptah durant el regnat del faraó Ramsès IX.
És conegut principalment per ser el djati que va ordenar i va dirigir la investigació dels robatoris a les tombes reials que es van produir sota Ramsès IX.

## Biografia
Khaemwaset va ser el successor del djati Nebmarenakht l'any 14 de Ramsès IX. L'any 16 va ser informat d'algunes irregularitats a la necròpolis tebana i va decidir iniciar una investigació que finalment va portar al descobriment de diversos lladres de tombes. Aquesta història apareix al Papir Abbott, al Papir Amherst i al Papirs Mayer. No obstant això, en els papirs Mayer, una mica posteriors, el djati tornar a ser Nebmarenakht; sembla que per algunes raons desconegudes per a nosaltres, Nebmarenakht va ser de fet restaurat durant l'any 17 de Ramsés IX.
A més del papir Abbott i el papir d'Amherst, ambdós datats a l'any 16, Khaemwaset és conegut per la part superior d'una estàtua de granit que el representa, avui al Museu d'Antiguitats Egípcies del Caire (CG 42173 / JE 36650), i per uns pocs grafits tebans occidental (núms). 110, 111 i 113).